# L'Homme bicentenaire (recueil)
Pour les articles homonymes, voir L'Homme bicentenaire.
L'Homme bicentenaire (titre original : The Bicentennial Man and Other Stories) est un recueil de nouvelles de science-fiction d'Isaac Asimov paru en 1976 et publié pour la première fois en France en 1978.

## Liste des nouvelles
- La Fleur de la jeunesse ((en) The Prime of Life, 1966)
- Intuition féminine ((en) Feminine Intuition, 1969)
- Trombes d'eau ((en) Waterclap, 1970)
- Pour que tu t'y intéresses ((en) —That Thou Art Mindful of Him!, 1974)
- Étranger au paradis ((en) Stranger in Paradise, 1974)
- La Vie et les Œuvres de Multivac ((en) The Life and Times of Multivac, 1975)
- Le Triage ((en) The Winnowing, 1976)
- L'Homme bicentenaire ((en) The Bicentenial Man, 1976)
- Marching In ((en) Marching In, 1976)
- Démodé ((en) Old-Fashioned, 1976)
- L'Incident du tricentenaire ((en) The Tercentenary Incident, 1976)
- La Naissance d'une notion ((en) Birth of a notion, 1976)